# A Tapestry of Dreams
 (mars 2025).
Albums de Charles Aznavour
I Have Lived
(1972) I Sing For... You
(1975)
A Tapestry of Dreams est le 8e album studio de Charles Aznavour en anglais. Il sort en 1974.
Cet album présente des réenregistrements des titres suivants : You've Got To Learn (4e version), After Loving You (3e version) et Yesterday When I Was Young (3e version).  

## Liste des chansons
| 1. | She (Theme from the TV Series "Seven faces of Woman") | Herbert Kretzmer / Charles Aznavour                            | 02:32 |
| 2. | From today (Désormais)                                | Charles Aznavour / Georges Garvarentz, Adapt. Herbert Kretzmer | 02:50 |
| 3. | Our love, my love (Tes yeux, mes yeux)                | Erich Segal / Charles Aznavour                                 | 03:11 |
| 4. | La baraka (Version anglaise)                          | Charles Aznavour, Adapt. Herbert Kretzmer                      | 02:43 |
| 5. | You've got to learn (4e version) (Il faut savoir)     | Charles Aznavour, Adapt. Marcel Stellman                       | 03:32 |

| 6.  | We can never know (On ne sait jamais)                  | Charles Aznavour, Adapt. Al Kasha / Joel Hirschhorn         | 02:56 |
| 7.  | The "I love you" song (Je t'aime)                      | Guy Bontempelli / Charles Aznavour, Adapt. Herbert Kretzmer | 03:31 |
| 8.  | I live for you (Je meurs de toi)                       | Charles Aznavour, Adapt. Herbert Kretzmer                   | 03:06 |
| 9.  | After loving you (3e version) (De t'avoir aimée)       | Charles Aznavour, Adapt. Buddy Kaye                         | 02:52 |
| 10. | Yesterday, when I was young (3e version) (Hier encore) | Charles Aznavour, Adapt. Herbert Kretzmer                   | 03:40 |